# Żenia Wasylkiwśka
Żenia Wasylkiwśka, ukr. Женя Васильківська (ur. 6 stycznia 1929 w Kowlu, zm. 25 kwietnia 2021 w Waszyngtonie) – ukraińska poetka i tłumaczka, krytyczka literacka, członkini grupy nowojorskiej.

## Biografia
Urodziła się 1929 roku w Kowlu. Wasylkiwska opuściła Ukrainę w 1944 roku. Najpierw mieszkała w austriackim mieście Linz, gdzie ukończyła szkołę średnią. W 1951 roku przeniosła się do Stanów Zjednoczonych, gdzie zamieszkała w Nowym Jorku.
Uzyskała dyplom z filologii na Uniwersytecie Columbia. Wkrótce uzyskała doktorat z filozofii, broniąc pracę dyplomową o francuskim poecie Saint-John Perse. W 1968 roku wyszła za mąż za C.F. Osgood.
Po ukończeniu studiów uczyła języka francuskiego w różnych instytucjach edukacyjnych, a później pracowała jako konsultant polityczny rządu USA.
Publikowała swoje utwory nowojorskim New Poetry w 1961 i 1962 roku, opublikowała zbiór oryginalnych wierszy „Short Distances” (1959), a także opublikowane przekłady autorów głównie francuskich (poezja Jacquesa Prevera, „Antygona” Jeana Anouilha itp.). Mieszkała w Północnej Wirginii. Wiersze Wasylkiwskiej znalazły się we wszystkich trzech wydanych wówczas antologiach poetów grupy nowojorskiej.
Zmarła z przyczyn naturalnych 25 kwietnia 2021 roku w Waszyngtonie.